# グナエウス・セルウィリウス・カエピオ (紀元前141年の執政官)
グナエウス・セルウィリウス・カエピオ（ラテン語: Gnaeus Servilius Caepio、生没年不詳）は紀元前2世紀中頃の共和政ローマの政治家・軍人。紀元前141年にコンスル（執政官）、紀元前125年にケンソル（監察官）を務めた。

## 出自
グナエウス・カエピオはパトリキ（貴族）系であるセルウィリウス氏族・カエピオ家の出身である。セルウィリウス氏族はアルバ・ロンガからローマに移住した六氏族の一つとされている。カエピオのコグノーメン（第三名、家族名）を名乗ったのは、紀元前253年の執政官グナエウス・セルウィリウス・カエピオが最初である。
紀元前169年の執政官グナエウス・セルウィリウス・カエピオには息子が3人おり、グナエウス・カエピオはその真中である。長男は第二次ポエニ戦争の英雄クィントゥス・ファビウス・マクシムス・ウェッルコスス・クンクタートルの孫に養子に入り、クィントゥス・ファビウス・マクシムス・セルウィリアヌスと名乗った。弟クィントゥス・セルウィリウス・カエピオは紀元前140年に執政官を務めている。三兄弟が連続して執政官に就任したことは共和政ローマの歴史においても異例のことであった。

## 経歴
グナエウス・カエピオに関する最初の歴史資料は、紀元前141年に執政官に就任したことである。しかし、当時のウィッリウス法の規定から、遅くとも紀元前144年にはプラエトル（法務官）を務めたはずである。
グナエウス・カエピオの同僚執政官は、プレブス（平民）のクィントゥス・ポンペイウスであった。元老院特別令により、ポンペイウスはヒスパニア・キテリオルに派遣されることとなり、グナエウス・カエピオの担当地域はイタリア本土となった。ティトゥス・リウィウスの『ローマ建国史』は、この年（紀元前141年）に関しては概要が残っているのみだが、マケドニア属州でローマ軍がスコルディスキ族に敗北したと記されている。このローマ軍の司令官がグナエウス・カエピオであったとする説もあるが、歴史家F. ミュンツァーはその可能性は低いとしてる。
この頃、グナエウス・カエピオは兄弟であるセルウィルアヌス、クィントゥス・カエピオと共に、元老院内の「反スキピオ派」を率い、プブリウス･コルネリウス・スキピオ・アエミリアヌス・アフリカヌスとその支持者に対抗していた。グナエウス・カエピオの同僚執政官であるポンペイウスは「スキピオ派」であり、カエピオ兄弟はポンペイウスのヒスパニア派遣に反対したと思われる。後にはポンペイウスを告訴しているが、その正確な理由は不明である。このときポンペイウスは無罪となったが、キケロもウァレリウス・マクシムスも、「告訴側は有能、高貴で、国への貢献も大きかったが、欲望と敵意に対する疑いによってその信頼性が損なわれていた」と述べている。
紀元前125年、にグナエウス・カエピオは政治歴の頂点に達した - ケンソル（監察官）に就任したのである。同僚はプレブスのルキウス・カッシウス・ロンギヌス・ラウィッラであった。監察官として、アルバ山からカピトリヌスの丘に水を供給するテプラ水道を完成させた。さらに、グナエウス・カエピオとロンギヌスは、カエピオの政敵であるマルクス・アエミリウス・レピドゥス・ポルキナを贅沢が過ぎると処罰した。ウェッレイウス・パテルクルスはこれを道徳の進化の一例としてあげており、パテルクルスが生きたローマ帝国初期では、このような豪華な家の持ち主を元老院議員と考える人はほとんどいなかったということを指摘している。

## 子孫
グナエウス・カエピオには同名の息子おり、紀元前104年頃にクァエストル（財務官）となったが、海難事故で死亡した。その娘が紀元前54年の執政官アッピウス・クラウディウス・プルケルの妻である可能性があり、その場合はマルクス・ユニウス・ブルトゥスの義理の母ということになる。

## 参考資料

### 古代の資料
- ウァレリウス・マクシムス『有名言行録』
- カピトリヌスのファスティ
- ガイウス・ウェッレイウス・パテルクルス『ローマ世界の歴史』
- ティトゥス・リウィウス『ローマ建国史』
- マルクス・トゥッリウス・キケロ『マルクス・フォンティウスの弁護』
- セクストゥス・ユリウス・フロンティヌス『水道書』

### 研究書
- Bedian E. Tsepion and Norban (notes on the decade of 100-90 BC) // Studia Historica. - 2010. - number X . - S. 162-207 .
- Simon G. The Wars of Rome in Spain. - M .: Humanitarian Academy, 2008. - 288 p. - ISBN 978-5-93762-023-1 .
- Trukhina N. Politics and Politics of the "Golden Age" of the Roman Republic. - M .: Publishing House of Moscow State University, 1986. - 184 p.
- Broughton R. Magistrates of the Roman Republic. - New York, 1951. - Vol. I. - P. 600.
- Geiger J. The Last Servilii Caepiones of the Republic // Ancient Society. - 1973. - No. IV . - S. 143-156 .
- Miltner F. Pompeius 12 // Paulys Realencyclopädie der classischen Altertumswissenschaft . - 1959. - Bd. XXI, 2. - S. 2056-2058.
- Münzer F. Servilii Caepiones // Paulys Realencyclopädie der classischen Altertumswissenschaft . - 1923. - Bd. II A, 2. - S. 1777-1778.
- Münzer F. Servilius 44 // Paulys Realencyclopädie der classischen Altertumswissenschaft . - 1923. - Bd. II A, 2. - S. 1781.
- Münzer F. Servilius 47 // Paulys Realencyclopädie der classischen Altertumswissenschaft . - 1923. - Bd. II A, 2. - S. 1782.
- Münzer F. Servilius 100 // Paulys Realencyclopädie der classischen Altertumswissenschaft . - 1923. - Bd. II A, 2. - S. 1817.